# 石井乡 (保定市)
石井乡，是中华人民共和国河北省保定市满城区下辖的一个乡镇级行政单位。

## 行政区划
石井乡下辖以下地区：
石井村、东于河村、西于河村、永安庄村、协义村、苑庄村、东土门村、西土门村、尉公村和章村。